# Раднаев, Саян Владимирович
Саян Владимирович Раднаев (настоящее имя Николай Ян-Вен-Тун; 1934 — 24 мая 2013, Улан-Удэ) — советский и российский бурятский оперный певец, народный артист РСФСР (1985), солист Бурятского театра оперы и балета им. Г. Ц. Цыдынжапова.

## Биография
Окончил Улан-Удэнское музыкальное училище (класс педагога, профессора, народного артиста СССР Л. Л. Линховоина) и Бурятский государственный педагогический институт им. Д. Банзарова.
С 1958 года — солист Бурятского театра оперы и балета им. Г. Ц. Цыдынжапова. За период работы в театре им были исполнены более 40 партий в операх мирового и отечественного репертуара: Князь Игорь в одноимённой опере А.Бородина, царь Борис — «Борис Годунов», Шакловитый — «Хованщина» М.Мусоргского, Онегин — «Евгений Онегин», Томский — «Пиковая дама», Мазепа — «Мазепа» П.Чайковского, Демон — «Демон» А.Рубинштейна, Григорий Грязной — «Царская невеста» Н.Римского-Корсакова, Яго — «Отелло», Аттила — «Аттила» и многие другие. Среди ярких работ артиста: образ Яго в опере трагедии Дж. Верди «Отелло», партии Аттилы в одноимённой опере Верди.

## Награды и звания
- Орден Дружбы (05.08.1995)[1].
- Медаль ордена «За заслуги перед Отечеством» II степени (25.07.2007)[2].
- Медаль «За доблестный труд в Великой Отечественной войне 1941—1945 гг.».
- Медаль «В ознаменование 100-летия со дня рождения Владимира Ильича Ленина».
- Медаль «Ветеран труда».
- Народный артист РСФСР (20.05.1985).
- Заслуженный артист РСФСР (25.07.1973).
- Народный артист Бурятской АССР.
- Государственная премия Республики Бурятия.